# Myrtlewood (Alabama)
Myrtlewood és una població dels Estats Units a l'estat d'Alabama. Segons el cens del 2000 tenia 139 habitants.

## Demografia
Segons el cens del 2000, Myrtlewood tenia 139 habitants, 59 habitatges, i 45 famílies. La densitat de població era de 20,7 habitants/km².
Dels 59 habitatges en un 22% hi vivien nens de menys de 18 anys, en un 61% hi vivien parelles casades, en un 10,2% dones solteres, i en un 23,7% no eren unitats familiars. En el 23,7% dels habitatges hi vivien persones soles el 6,8% de les quals corresponia a persones de 65 anys o més que vivien soles. El nombre mitjà de persones vivint en cada habitatge era de 2,36 i el nombre mitjà de persones que vivien en cada família era de 2,76.
Per edats la població es repartia de la següent manera: un 18,7% tenia menys de 18 anys, un 5,8% entre 18 i 24, un 25,9% entre 25 i 44, un 30,2% de 45 a 60 i un 19,4% 65 anys o més.
L'edat mediana era de 44 anys. Per cada 100 dones hi havia 95,8 homes. Per cada 100 dones de 18 o més anys hi havia 98,2 homes.
La renda mediana per habitatge era de 42.188 $ i la renda mediana per família de 50.114 $. Els homes tenien una renda mediana de 51.667 $ mentre que les dones 31.250 $. La renda per capita de la població era de 21.262 $. Aproximadament el 4,8% de les famílies i el 7,3% de la població estaven per davall del llindar de pobresa.

## Poblacions més properes
El següent diagrama mostra les poblacions més properes.